# Петровский, Андрей Станиславович
Андрей Станиславович Петровский (1831, Полтавская губерния — 25 марта (6 апреля) 1882, Ярославль) — педагог, писатель, основатель первого провинциального естественно-научного общества в России и одного из первых провинциальных музеев.

## Биография
Родился в Полтавской губернии в дворянской семье в 1831 году. Окончил в 1854 году физико-математический факультет Московского университета по отделу естественных наук со степенью кандидата и был назначен преподавателем Ярославской мужской гимназии. В 1862 году приглашён в Демидовский лицей на должность преподавателя, а после получения в 1867 году степени магистра ботаники за работу «Критический взгляд на семейство нитчаток…» стал профессором естествознания лицея, а также преподавал естественную историю в ярославской женской гимназии. После закрытия кафедры естественной истории в 1870 году Петровский стал учителем естественной истории в женской Мариинской гимназии.
Стал инициатором создания и председателем Общества для исследования Ярославской губернии в естественно-историческом отношении (1864 год) и Естественно-исторического музея при нём (1865 год). Под его руководством был создан первый гербарий Ярославской губернии, а также гербарии московской и петербургской флоры; собрана обширная энтомологическая коллекция и ряд других.
Умер 25 марта 1882 года в Ярославле. Сохранилась его могила на Леонтьевском кладбище.

## Публикации
Участвовал в изданиях Московского Общества любителей естествознания и испытателей природы, в «Botanische Zeitung» и в «Трудах Ярославского статистического комитета». Кроме того, им изданы:
- Критический взгляд на семейство нитчаток, по поводу наблюдений над размножением Cladophora macrogonya. — М.: Университетская типография (Катков и K°), 1867. — 54 с. (магистерская диссертация)
- Физика частичных явлений, изложение научных открытий и практических приложений их, сделанных в течение последнего двадцатилетия: аббат Муаньо, перевод с французского. — М., 1869.
- Труды Общества для исследования Ярославской губернии в естественно-историческом отношении. — М., 1880. — Вып. 1.